# Diche II
Diche II est un village du Cameroun situé dans l’arrondissement (commune) de Widikum-Boffe, dans le département de Momo et dans la Région du Nord-Ouest.

## Population
Lors du recensement de 2005, on a dénombré 294 habitants à Diche II, dont 129 hommes et 165 femmes.